# Piraterie dans l'océan Indien
Avec la mer des Caraïbes, l'océan Indien était autrefois un haut-lieu de la piraterie en mer. Cette activité était alors centrée sur le sud-ouest de la zone, c'est-à-dire autour de Madagascar, des Mascareignes et des Seychelles. Elle s'est aujourd'hui déplacée vers le sud du Yémen et le détroit de Malacca, ce qui s'explique par l'établissement de nouvelles routes maritimes à la suite du percement du canal de Suez.

## Histoire

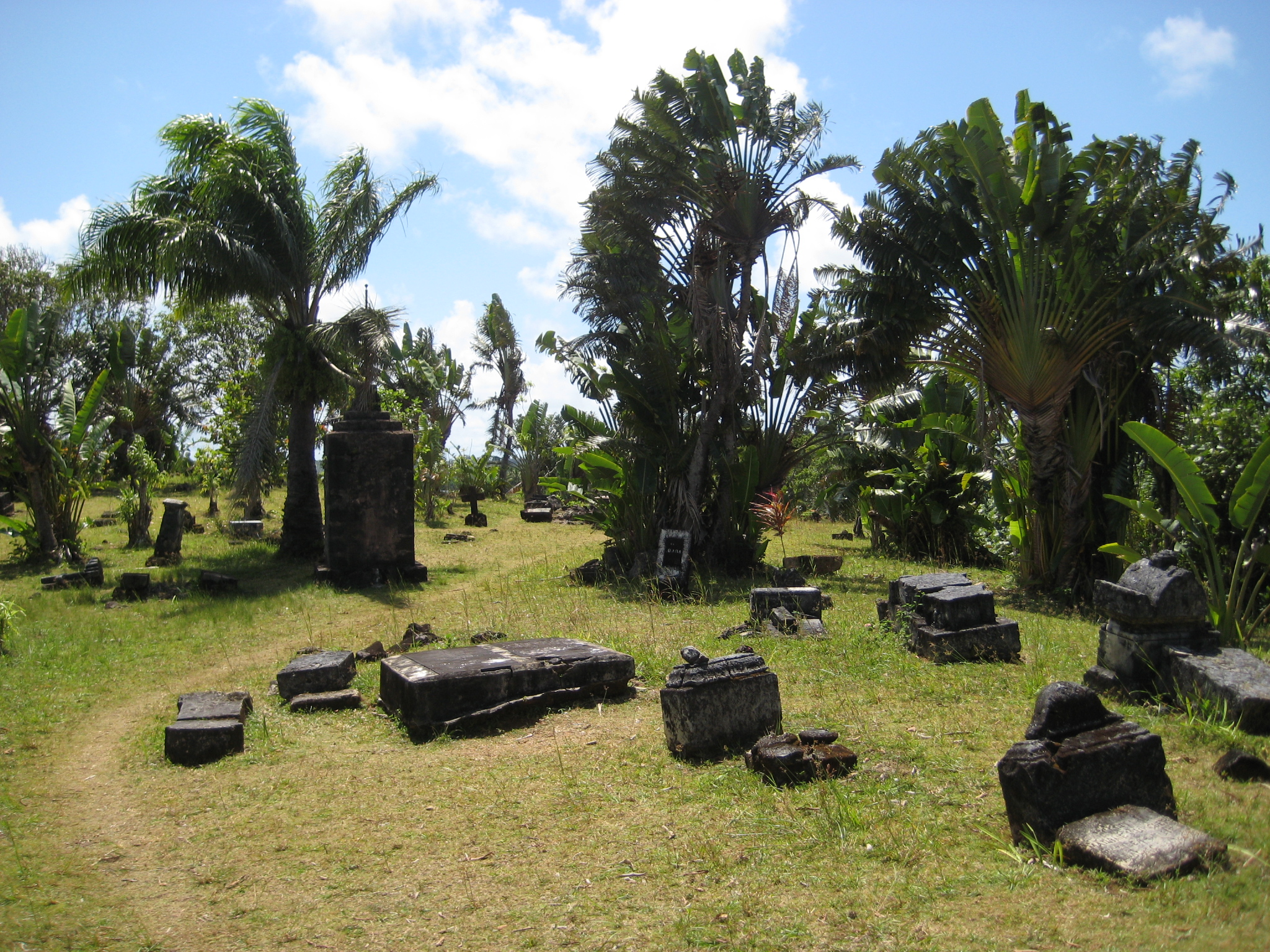
Cimetière de pirates à l'île Sainte-Marie (Madagascar)

Le développement de la piraterie dans l'océan Indien tient beaucoup à l'intensification de la répression contre la flibuste des Caraïbes menée par la Marine britannique, qui lui reproche d'être un danger pour la navigation. Chassée des Caraïbes, les Frères la Côte viennent alors chercher de nouvelles bases dans l'océan Indien.
Dans la région, cependant, il y a beaucoup moins d'îles, et les échanges commerciaux sont moins concentrés sur une seule route, passant tantôt par le canal du Mozambique et tantôt le long de la côte orientale de Madagascar. Dès lors, d'après l'écrivain Daniel Defoe, qui fait autorité en matière de piraterie à l'époque, les pirates auraient établi une république sur la Grande île et lui auraient donné le nom de Libertalia.

## Piraterie moderne
À partir de l’an 2000, à la suite de la crise économique asiatique de 1997, on a assisté à un renouveau de la piraterie en Asie du Sud-Est, essentiellement des attaques de navires au mouillage ou dans le détroit de Malacca et le détroit de Singapour. Elle a décliné vers 2004-2005 en raison entre autres des mesures de sécurité prises dans le cadre d’une coopération régionale mais il y a entre une cinquantaine et une centaine d'incidents par an entre 2008 et 2013.
En 2015, la piraterie est de nouveau en hausse. Selon le Bureau maritime international, au cours du premier trimestre 2015, 38 attaques y ont été recensées sur un total de 54 dans le monde. Des attaques menées en particulier contre les petits pétroliers et méthaniers pour dérober leur cargaison ou leur carburant se produisent au moins toutes les deux semaines. Cette recrudescence est du fait de trois à quatre groupes s'attaquant à ces navires difficiles à protéger. Le risque de terrorisme islamiste s'est également accru.

## Pirates et corsaires célèbres s'étant établi dans l'océan Indien
- William Kidd (1645-1701)
- John Bowen (1670c-1705c)
- Edward England (1685c-1720)
- John Taylor (1690c-1723c)
- Olivier Levasseur dit « La Buse » (1695-1730)
- Robert Surcouf (1773-1827)